# Hennecartia omphalandra

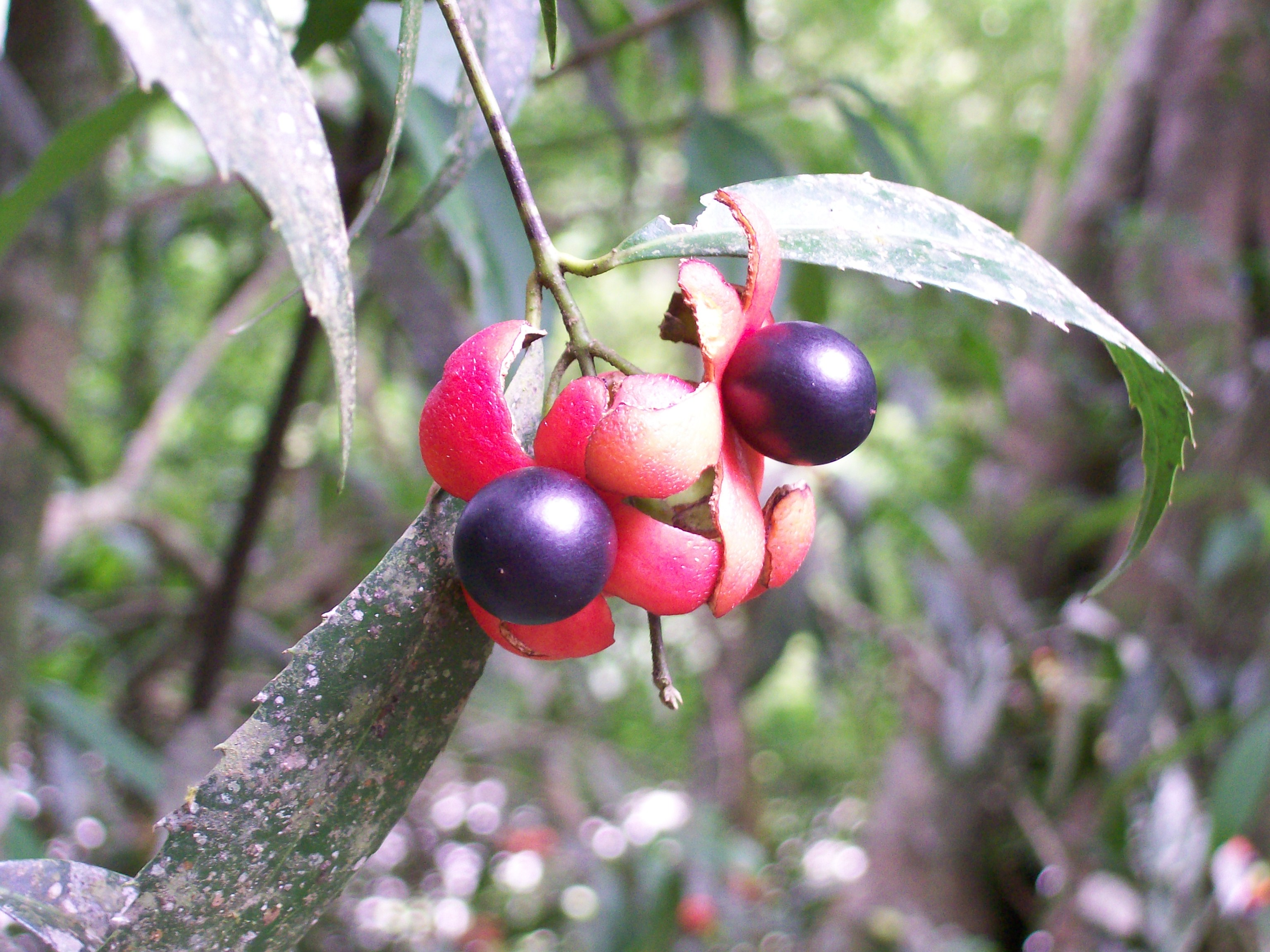
Früchte

Hennecartia omphalandra ist ein Baum in der Familie der Monimiengewächse aus dem südöstlichen Brasilien, Paraguay und dem nordöstlichen Argentinien. Es ist die einzige Art der Gattung Hennecartia. Der Gattungsname ehrt den französischen Bankier und Politiker Jules François Hennecart (1797–1888).

## Beschreibung
Hennecartia omphalandra wächst als kleinerer, immergrüner und langsamwüchsiger Baum bis etwa 10 Meter hoch. Der Stammdurchmesser erreicht bis zu 35 Zentimeter. Die braune Borke ist rau und leicht rissig, feinfurchig und im Alter in kleinen Platten abblätternd.
Die einfachen, kurz gestielten, ledrigen und fast kahlen Laubblätter sind gegenständig oder öfters wirtelig angeordnet. Der schwach behaarte, kurze Blattstiel ist bis 1 Zentimeter lang. Die elliptischen, lanzettlichen oder verkehrt-eilanzettlichen Blätter sind am Rand ganz bis gesägt oder spitzig-, drüsiggezähnt und 6–13 Zentimeter lang und 2–3,5 Zentimeter breit. An der Spitze sind sie bespitzt bis spitz, zugespitzt oder seltener eingebuchtet.
Hennecartia omphalandra ist zweihäusig diözisch. Die Blüten erscheinen jeweils an kleinen Tragblättern. Die männlichen Blüten stehen in meist endständigen, traubig angeordneten Blütenständen mit einigen Blüten. Die weiblichen Blüten sind gestielt und erscheinen achselständig, gegenständig oder wirtelig mit einigen Blüten. Die männlichen, gestielten und scheibenförmigen Blüten sind fast ohne Blütenhülle und mit vielen (40–60), sitzenden, kuppel-, pilzförmigen und runden bis eckigen, gelben Staubblättern die auf dem scheibenförmigen, grünen Blütenboden angeordnet sind. Die Antheren öffnen sich mit einem mittig umlaufenden Schlitz. Die weiblichen Blüten besitzen eine einfache Blütenhülle aus 4 sehr kleinen Tepalen an einem grünen, urnenförmigen, außen behaarten und fast geschlossenen, fleischigen, ledrigen Blütenboden und 1–2 unterständige Fruchtblätter. An der kleinen Öffnung an der Spitze (Ostiole) sitzen vier fleischige, große Nektardrüsen die diese verschließen (Hyperstigma). Hier geschieht die Bestäubung nicht direkt auf der Narbe, sondern auf dem vorgelagerten und schleimigen Pfropf, am „Mund“ des verengten Blütenbechers, welcher hier die Fruchtblätter komplett einschließt.
Es werden, rundliche und schwarze, glatte, glänzende, etwa 1,2–1,8 Zentimeter große, einsamige Steinfrüchte in einem fleischigen, außen anfänglich bräunlich-schorfigen, später grünen und innen roten, etwa 2,5 Zentimeter großen, rundlichen bis birnenförmigen Blütenboden gebildet (Scheinfrucht). Zur Reife reißt der fleischige, umschließende Blütenboden dann unregelmäßig auf. Das Fruchtfleisch ist dünn und der große, glatte Steinkern ist bräunlich und ellipsoid.